# Gilbert Chaumaz
Gilbert Chaumaz (né le 12 janvier 1953 à Saint-Jean-de-Maurienne) est un coureur cycliste français, professionnel de 1977 à 1981.

## Palmarès
- 1976
  - 5e étape du Tour de l'Avenir (contre-la-montre)

- 1977
  - 2e étape du Tour méditerranéen (contre-la-montre)
  - 8e du Grand Prix des Nations

- 1978
  - Classement général du Tour du Limousin
  - 2e du Tour de Corse
  - 3e du championnat de France sur route
  - 3e de la Promotion Pernod

## Résultats sur les grands tours

### Tour de France
2 participations
- 1978 : 37e
- 1979 : hors-course (24e étape)

### Tour d'Espagne
1 participation
- 1978 : 15e